# 緒方亜香里

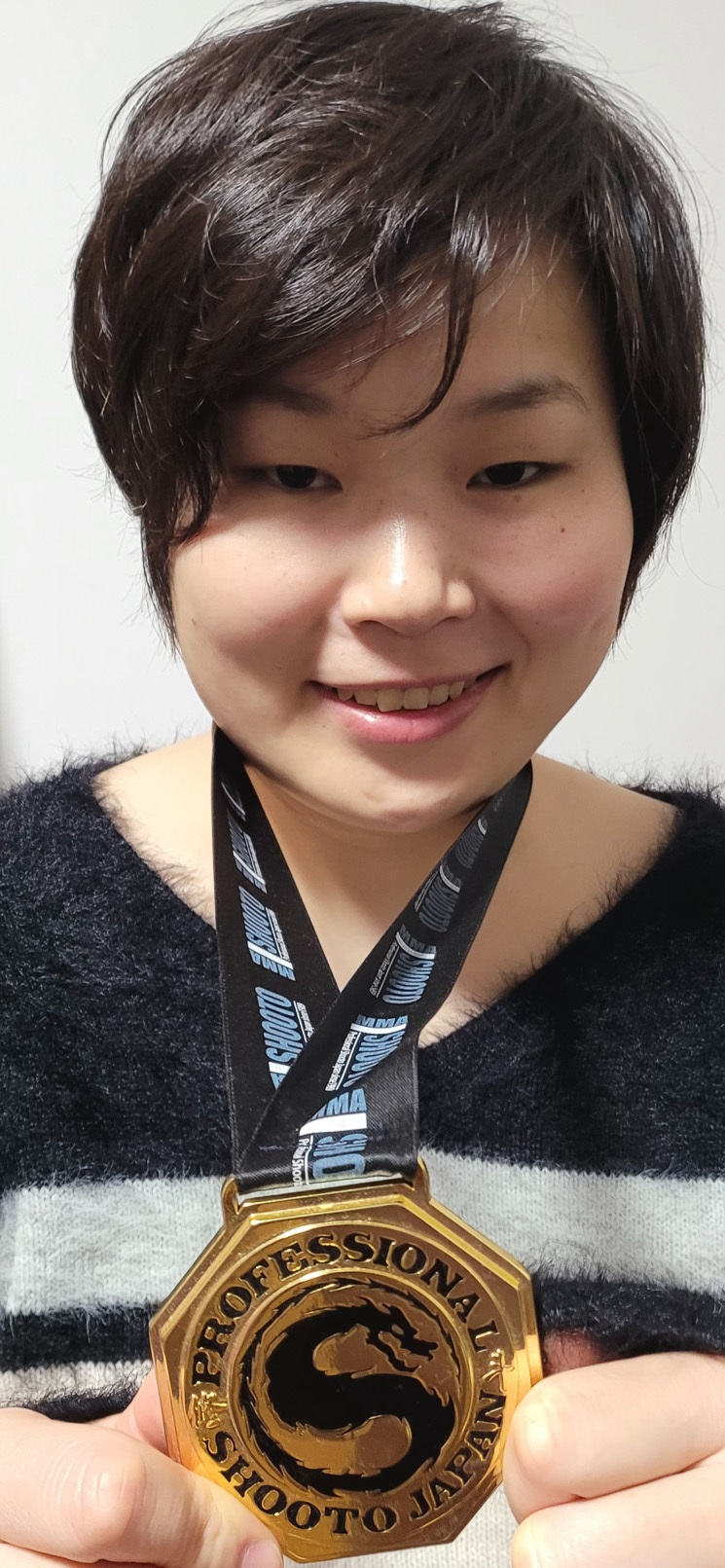
緒方 亜香里

緒方 亜香里（おがた あかり、1990年9月24日 - ）は、熊本県宇城市（旧・下益城郡松橋町）出身の日本の柔道家。階級は78 kg級。現在はAACC所属の総合格闘家。

## 人物
- 身長は172 cm、握力は右32 kg、左34 kg。リーチ175 cm。血液型はB型。組み手は左組み、四段を取得済み。得意技は内股、寝技(特に三角絞ないしは抑込技三角固)[1][2][3]。
- 好きな言葉は、「努力は人を裏切らない」「阿蘇魂」[2]。
- 現在は了徳寺学園に所属している[4]。
- 柔道整復師になるため了徳寺学園医療専門学校に通うこととなった[5]。

## 経歴

### 2008年まで
生まれた時、体重は4600 gもあったという。小学生の時は空手と水泳を習っており、とりわけ空手は小学校4年生の時に全国優勝を果たした。しかし、松橋中学1年の時に兄に借りた柔道マンガの帯をギュッとね!や、柔道部物語に影響されたことで柔道に興味を持ち始めた。夏には沖縄で開催された空手の全国大会に出場するが、寸止めルールであるにもかかわらず開始3秒の正拳突きで対戦相手をノックアウトして反則負けになったのを契機に、空手を辞めて柔道を始めることになった
。73 kg級世界チャンピオンの秋本啓之を輩出したことでも知られる柔道部に入部すると、2年の時には全国中学校柔道大会57 kg級に出場するが初戦で敗れた。3年の時には63 kg級で3位に入った。
もっと強くなりたい一心から、高校は柔道の強豪校として知られる阿蘇高校へ入学して寮生活を送ることになった。柔道部監督の松岡静也に｢お前は絶対日本一になれる｣と何度も鼓舞されたことで段々その気になっていったという。しかし、高校1年の8月に出場したインターハイ70 kg級では初戦で敗れた。翌年3月には全国高校選手権の団体戦に出場するも、準々決勝で旭川南高校と対戦すると、大将戦と代表戦で立て続けに上野巴恵に一本負けしてチームは5位にとどまった。
高校2年の8月に出場したインターハイ70 kg級では3回戦で小杉高校の田知本遥に袈裟固で一本負けした。その後、松岡から階級アップを指示されると、寮で食事をした後にさらに松岡の家でも山盛り2杯の丼飯を食べさせられたことで、一回り体が大きくなっていった。その成果が出たのか、2008年に入ると3月に出場した全国高校選手権の団体戦で、チームメイトである63 kg級の山本小百合とともに大活躍して、阿蘇高校の全国大会制覇に大きく貢献した。柔道はきつい練習が多いけど、練習を積めば自信も付いて試合で勝つこともできる。｢努力は嘘を付かない｣ということを柔道から学んだ。
高校3年になると、5月にはフランスジュニア国際大会に出場するが3位に終わった。6月は都道府県対抗全日本女子柔道大会に熊本代表として出場して、この大会では際立った活躍は見られなかったものの、団体優勝を果たした。8月のインターハイ個人戦78 kg級決勝では、鹿児島南高校の濱田尚里を開始早々の内股で破るなど、6戦全て一本勝ちで優勝した。さらに、団体戦でも6戦全て一本勝ちで阿蘇の団体戦優勝に大きく貢献して、個人戦団体戦の2冠を圧倒的な強さで達成した。9月の全日本ジュニア決勝は、八幡工業高校の佐藤瑠香が準決勝で怪我をして棄権したので不戦勝となり優勝した。この時には、「やっぱり試合をやって優勝したかった」と言い、さらには、「ロンドン五輪で金メダルを取ります」とこれからの目標について述べた。
10月の国体少年女子の部に出場し、熊本チームの一員として優勝に大いに貢献した。11月の講道館杯では決勝まで進出するも、ミキハウスの穴井さやかに有効を取られて2位だった。しかし今大会の準決勝では北京オリンピック代表だった中沢さえと対戦すると、終了1秒前に縦四方固に入って一本勝ちした。この勝利で大きな自信を付けるとともに、ロンドンオリンピックをもはっきりと意識するようになったという。その後は嘉納杯に出場するが、2回戦でカナダのエミー・コットンに後袈裟固で一本負けした。

### 2009年
2009年2月にベルギー国際に出場し、トーナメント2回戦で佐藤瑠香に判定負けするものの、3位となった。4月には男子と練習できるということで筑波大学に進学すると、選抜体重別に初出場するが、初戦で自衛隊体育学校の池田ひとみに有効を取られて敗れた。続いて全日本柔道選手権に初出場するが、2回戦で綜合警備保障の塚田真希に横四方固で一本負けした。
5月にはフランスジュニア国際に出場したが、決勝で佐藤瑠香に技ありを取られて2位だった。6月に学生優勝大会に出場し、準々決勝で東海大学の田知本愛に有効を取られて負け、チームも敗れた。7月の韓国ジュニア国際では優勝した。
9月の全日本ジュニア決勝では、それまで不戦勝を除いては3敗していた佐藤瑠香に合技で一本勝ちするなどオール一本勝ちで2連覇を果たし、世界ジュニアの代表となった。10月の世界ジュニアでは、準々決勝でブラジルのマイラ・アギアルを崩上四方固、準決勝でドイツのルイーゼ・マルツァンを内股、決勝で前回優勝したアメリカのケイラ・ハリソンに合技で一本勝ちするなど、オール一本勝ちで優勝した。なお、この大会では高校、大学でのチームメイトである山本小百合も一緒に優勝した。
11月の講道館杯では、準決勝で穴井さやかに崩上四方固で一本勝ち、決勝でも池田ひとみに指導2で優勢勝ちして優勝した。翌週、新設された全日本学生女子選抜体重別団体優勝大会に出場し、オール一本勝ちで筑波大学の優勝に大きく貢献した。
12月のグランドスラム・東京では、初戦こそ技ありでの優勢勝ちだったものの、2回戦3回戦と一本勝ちし、続く準決勝では世界選手権3位であるドイツのハイデ・ウォラートに横四方固で一本勝ち、決勝では穴井さやかに有効2つ取られながらも横四方固で逆転の一本勝ちして優勝。「来年は世界選手権での優勝が目標」とコメントした。また、今大会を放映したテレビ東京からは「柔道界のジャンヌダルク」と形容された（今大会では緒方の試合はテレビ放映されなかったが、テレビドガッチには試合の模様が配信された。また、そのような形容は翌年にもなされた）。

### 2010年
2010年1月、世界ランキング上位選手が集まるワールドマスターズ2010に出場するが、初戦で元世界チャンピオンであるフランスのセリーヌ・ルブランに小外掛で技ありを取られて敗れた。2月のグランドスラム・パリでは、準決勝でフランスのリュシ・ルエットが下半身を攻撃してきたことにより、下半身への攻撃は一回で反則負けとなる新ルールが適用されて反則勝ちとなる。決勝では、準決勝でルブランに開始早々大内刈で一本勝ちした穴井さやかを終始圧倒し、残り20秒ほどのところで小外掛で一本勝ちし、オール一本勝ちでこの大会を制した。
その後、初優勝が期待された4月の体重別では、初戦で池田ひとみに大外落で一本勝ちしたものの、準決勝でコマツの佐藤瑠香に攻め込まれて指導3を取られて敗れた。しかしここ最近の国内外での活躍が評価され、世界選手権代表に選ばれた。続いて、全日本柔道選手権に出場し、2回戦は2週間前に敗れた佐藤に旗判定 (2-1) で辛うじて勝利するが、3回戦でこの大会9連覇を狙う塚田真希と昨年に続く対戦となり、終盤払腰で一本負けとなる。
5月にグランドスラム・リオデジャネイロに出場して、昨年の世界ジュニアに引き続き準々決勝でマルツァンを内股一本、準決勝で地元のアギアールを指導2と有効ポイントで破ると、決勝では佐藤瑠香に先に指導2を取られその後攻勢に出て指導2を取り返すも、その直後に合技で一本負けを喫して2位となり、グランドスラム大会3連勝はならなかった。6月に学生優勝大会に出場し、準々決勝で淑徳大学の川戸郁香に大外刈で一本勝ちするものの、チームは敗れた。
9月に東京で開催された世界選手権では、初戦と2回戦を一本勝ちするも準々決勝でウクライナのマリーナ・プリスチェパに合技で一本負けした。敗者復活戦でフランスのルブランにリードされながら終盤に横三角からの絞め技で一本を奪い逆転勝ちし、3位決定戦でドイツのウォラートに先に有効2つを奪われながら内股で技ありを取り、続いて豪快な内股一本を決めて3位となった。当初出場予定のなかった無差別にも塚田の代わりとして出場することになったが、3回戦で78 kg超級の実力者であるロシアのテア・ドングザシビリに横四方固で一本負けを喫した。
10月にグランプリ・ロッテルダムに出場し、最初の2試合は一本と技ありで突破。準決勝はベルギーのキャサリン・ジャックに先に有効ポイントを取られるが合技で逆転勝ちし、決勝ではフランスのオドレー・チュメオと延長戦までもつれ込み、足車で一本勝ちして優勝した。続いて学生団体体重別に出場するが、準々決勝の帝京大学戦では世界ジュニア78 kg超級3位の山本恭奈に合技で一本勝ちするものの、チームは敗れた。
11月にアジア大会に出場し決勝まで順調に勝ち上がる。決勝で韓国の鄭敬美に後半袖釣込腰で一本負けを喫して2位となる。
12月にグランドスラム・東京に出場し、準々決勝で穴井さやかに一本勝ちするも、準決勝では2ヶ月前のグランプリ・ロッテルダムで破っているキャサリン・ジャックにすくい投げで一本負けを喫して3位となる。

### 2011年
2011年1月、ワールドマスターズに出場し、初戦で2010年の世界選手権2位のアギアルを三角絞め、準々決勝で2009年の世界チャンピオンであるオランダのマリンド・フェルケルクに大内刈でそれぞれ一本勝ちするが、準決勝で北京オリンピックのチャンピオンである中国の楊秀麗に指導2を取られて敗れ、3位となった。
2月にグランドスラム・パリに出場し、初戦は一本勝ちするが、2回戦でキューバのヤレニス・カスティージョに小外掛で技ありを取られて敗れ、この階級の国際大会では2010年1月のワールドマスターズ以来のメダル無しとなった。
4月に体重別に出場し、初戦は勝ったものの準決勝で自衛隊体育学校の池田ひとみに指導2を取られて敗れた。しかし世界選手権代表に選出された。
その2週間後には全日本選手権に出場して、初戦でこの大会の優勝候補である78 kg超級の世界ランキング1位である田知本愛と対戦して先に指導1を取られるが、後半大内刈で技有りを奪い、その後指導2を取られるも勝利した。しかし、続く上野巴恵との対戦では逆に大内刈で一本負けとなった。
5月にグランドスラム・モスクワに出場し、準々決勝でフェルケルクを大外刈の有効で破る。準決勝でアギアルを指導2で下し、決勝でハンガリーのヨー・アビゲールから腕挫腕固で一本勝ちして、2010年10月のグランプリ・ロッテルダム以来久々の国際大会での優勝を遂げた。
6月に学生優勝大会に出場し、準々決勝で東海大学の烏帽子美久に大外返で一本勝ちするものの、チームは敗れた。
8月にパリで開催された世界選手権では、1回戦でキューバのカリエマ・アントマーチから体落で技ありを取るとさらに終盤には三角絞で一本勝ち、2回戦ではハイチのゲナ・ナジェダに開始早々内股で一本勝ち。3回戦ではカナダのコットンとGSまでもつれこむが小外掛で有効を取って勝つと、準々決勝ではオランダのフェルケルクを盛んに攻め込んで指導4で反則勝ちを収めて、準決勝ではブラジルのアギアルを大内刈で技ありから横四方固の合技一本で破る。決勝ではフランスのチュメオに先に指導1を取られた後に出足払で一本負けで2位となる。
9月にパリで開催された日仏対抗親善柔道大会に出場し、チュメオに大内刈で技ありと指導3を取られて総合負けとなる。
10月に学生体重別団体に出場し、2回戦、3回戦ともに一本勝ちしたが、チームは環太平洋大学に敗れた。
11月の講道館杯決勝ではライバルの佐藤相手に組み勝って指導1を取り優勢に試合を進めていたものの、GS終盤に大内返で有効を取られて2位となる。
12月のグランドスラム・東京では初戦の池田と準々決勝のフェルケルクを大外刈の技有で破ると、続く準決勝のヴォラート戦も隅落の技有りで破る。決勝では2年ぶりの対戦となったハリソン相手に先に指導1を取られるも有効を取り返すと、最後には横四方固で一本勝ちして今大会2年ぶり2度目の優勝を飾った。

### 2012年
2012年1月に ワールドマスターズに出場し、準々決勝では2010年のアジア大会決勝で敗れた鄭に横四方固で一本勝ちする。準決勝で昨年の今大会で敗れた楊に先に大内刈で有効を取るものの、その後内股で逆転負けし、前回に続いて3位となる。
2月にグランドスラム・パリに出場し、3回戦では昨年の今大会で敗れたカスティージョに内股で一本勝ちするも、準決勝でハリソンに有効3つを取られた末に大腰で技ありを取られ3位となる。
5月の選抜体重別には右膝のケガを抱えながらも出場し、準決勝では穴井を残り2秒の内股で破ると、決勝では池田を終盤に大内刈の技ありで破って今大会初優勝を飾り、ロンドンオリンピック代表に選出された。
7月のロンドンオリンピックでは初戦で鄭敬美に注意で勝つが、2回戦でフェルケルクから先に有効を取るがポイントを取り返され、その後再び有効を取ってリードするが、終了間際に背負投で技ありを取られて逆転負けを喫してメダルを獲得することが出来なかった。10月にはオリンピック後最初の大会となる学生体重別団体に出場するが、準々決勝で東海大学の土屋文香に払腰で敗れてチームも5位にとどまった。12月のグランドスラム・東京では準決勝までオール一本勝ちで勝ち進むが、決勝では佐藤に有効を取られて2位に終わった。

### 2013年
2013年2月にはグランドスラム・パリに出場して、準々決勝で佐藤に指導3で勝つが、決勝で地元フランスのルエットに有効で敗れて2位に終わった。ヨーロッパ遠征からの帰国の際には女子柔道強化選手への暴力問題に関して選手として初めて言及して、「騒動になっているけど、いい方向に進んでもらいたい。柔道をやりやすい環境になってくれたらいい」と語った。また、監督の園田隆二やコーチの徳野和彦が辞任した件に関しては「仕方ない。いろいろあったし」と述べた。3月の全日本選手権関東予選決勝では、綜合警備保障の田知本愛に1－2の微妙な判定で敗れて2位だった。
4月からは了徳寺学園の職員となったが、歓迎会の挨拶では「全日本と世界選手権、五輪の女子三冠を達成します」と述べた。
続いて社会人となって最初の大会となる全日本選手権に出場すると、初戦で住友海上の稲森奈見を合技、2回戦で富士市立高校の滝川真央を大外刈、準々決勝では今まで一度も勝てず苦手にしていた自衛隊体育学校の上野巴恵を注意で破ると、準決勝では昨年の優勝者であるミキハウスの山部佳苗を大内刈で一本勝ち、決勝では田知本愛に指導を先取されるものの中盤に大内刈で有効を取って優勢勝ちして、1999年に優勝した78 kg級の阿武教子以来14年ぶりに78 kg超級以外の選手として今大会を制することになった。
優勝インタビューでは「本物の日本一を決める大会。めっちゃ、うれしい」「周りから柔道界はダメだ、ダメだとバッシングされ、この大会に懸ける思いは強かった。見ている人が女子柔道いいな、と思ってくれたとしたら、優勝してよかった」と喜びを語った。また、南條充寿が女子代表チーム監督になるなど指導部が一新されたことに関しては「新体制になって、やりやすくなった。これでよかったのかなと思う」と語った。大学の恩師で全柔連女子強化部長でもある増地千代里は、今大会の優勝でロンドンオリンピックでの敗戦がようやく吹っ切れたのではないかと述べた。また、女子特別コーチの園田教子も｢緒方選手は組み手が素早く、試合の入りから流れをつかんでいた。これで自信を持ってほしい｣と今大会の活躍を評した。アジア選手権と時期的に重なっていたために今大会を視察できなかった監督の南條も緒方の優勝に「若手が活躍してくれた。大変喜ばしい」とコメントした。
5月の選抜体重別では準決勝までの2試合を一本勝ちしたものの、佐藤との決勝では4月下旬に右膝を負傷した影響もあってか横四方固で一本負けを喫したが、世界選手権代表には選ばれた。
7月下旬に釧路で行われた強化合宿の際には、4月に傷めた右膝の回復が思わしくなく、医者からは出場辞退を勧められたことを明らかにしたが、この状態でどこまでやれるか試してみたいとして予定通り出場することになった。「リオデジャネイロは3年後に五輪もある。優勝すれば景気づけになる」とも付け加えた。
8月の世界選手権では、初戦でフェルケルクと対戦するが、右膝の負傷も影響してか思うような攻めができず、指導3で優勢負けした。
9月には以前から傷めていた右膝の診断を受けた結果、前十字靱帯断裂と判明して再建手術を受けることになった。全治6ヶ月だという。復帰時期は今のところ未定で、来年の世界選手権出場は断念することになった。了徳寺学園監督の山田利彦は「焦らず、しっかり回復させたい。2015年の世界一、リオデジャネイロ五輪の金メダルを目指してほしい」と語った。

### 2014年
2014年4月には東京運動記者クラブ柔道分科会より、昨年の全日本女子選手権を14年ぶりに最重量級以外の選手として制覇したことが評価されて、2013年度の記者クラブ賞を贈呈された。
2014年8月には昨年の世界選手権以来1年ぶりの大会となる実業個人選手権に出場したものの、決勝で自衛隊体育学校の濱田に横四方固で一本負けして2位にとどまり、復帰戦を勝利で飾れなかった。
11月の講道館杯では準決勝まで全て一本勝ちするものの、決勝では高校の4年後輩となる環太平洋大学2年の梅木真美に指導2で敗れた。この際に「優勝して復活と言える。７８キロ級は緒方しかいないと思われるように、力をつけたい」と語った。
12月のグランドスラム・東京では準々決勝でハリソンに合技で敗れると、その後の3位決定戦でもスロベニアのアナマリ・ベレンシェクに出足払で敗れて5位に終わった。

### 2015年
2015年4月の選抜体重別では初戦で濱田に内股で敗れた。「私の不注意で皆さんにご迷惑をかけた(後述の｢市販薬の服用を巡って｣を参照のこと)。気持ちの切り替えができていなかった」とコメントした。5月のグランドスラム・バクーでは準決勝まで全て一本勝ちするが、決勝ではオランダのフーシェ・ステーンハイスを相手に有効を先取しながら終盤に技ありを取られて2位に終わったものの、2年3ヶ月ぶりにIJFワールド柔道ツアーでメダルを獲得することになった。7月のグランプリ・ウランバートルでは準決勝でイギリスのジェマ・ギボンズに技ありで敗れるが、3位決定戦で地元モンゴルのプレブジャルガル・ルハムデグドを指導1で破り3位となった。10月のグランドスラム・パリでは準々決勝でチュメオに敗れるが、その後の3位決定戦でベレンシェクを指導2で破って3位になった。12月のグランドスラム・東京では2回戦でギボンズと対戦すると、指導2でリードしながら終盤に合技で逆転負けを喫した。

### 2016年
2016年4月からは了徳寺学園医療専門学校の柔整科へ入学した。一方、選抜体重別では準決勝で梅木を指導1で破るも、決勝で佐藤に出足払いで敗れて2位にとどまった。全日本選手権では準々決勝で三井住友海上の梅津志悠に崩袈裟固で敗れて5位だった。大会直前に出身地が熊本地震により被害を受けたこともあり、被災地を勇気付けるためにも勝利したかったが、それは叶わなかった。試合後には、「もうちょっとボロボロになるまで柔道を頑張ろうと思う」と語った。6月の実業団体女子2部ではチームの優勝に貢献した。11月の講道館杯では準決勝で佐藤に敗れて3位だった。12月のグランドスラム・東京では準決勝で三井住友海上の高山莉加に合技で敗れるなどして7位にとどまった。

### 2017年
2017年2月のヨーロッパオープン・オーバーヴァルトでは3位だった。4月の体重別では初戦で濱田に敗れた。続く全日本選手権では準々決勝までの3試合を一本勝ちするも、準決勝で田知本に大内刈で有効を取られて敗れるが3位となった。ターニングポイントと考えていた11月の講道館杯では7位にとどまったが、今後も競技を続けるか明言しなかった。

### 2018年
2018年3月には全日本選手権の関東予選で優勝するも、4月の全日本選手権では初戦で環太平洋大学3年の秋場麻優に反則負けを喫した。また、4月からは了徳寺学園医療専門学校の柔整科に加えて、鍼灸科にも入学した。6月の実業団体2部では初戦の綜合警備保障戦で梅木に反則勝ちするが、代表戦で梅木に払腰で敗れた。8月には階級を78 kg超級に上げて実業個人選手権に出場するも、初戦で田知本愛に大外刈で敗れた。11月の講道館杯では従来の78 kg級で出場するも、2回戦で三井住友海上の和田梨乃子に合技で敗れた。

### 2019年
2019年3月28日、所属する了徳寺学園の了徳寺大学にて引退会見を行った。緒方は会見の中で「五輪に出場できたのは本当に良かった」「柔道は自分を表現するものだった。自分を信じ、貫いて五輪に出場できたのは本当に良かった。全力で柔道人生を全うできた」と述べた。なお、2013年に体重無差別で争われる全日本選手権で、阿武教子以来14年ぶりとなる最重量級以外の選手で優勝できたのが最も印象に残った大会だとも語った。「自分の歴史、女子柔道界の歴史に名を残せた。本物の日本一になって、『こんなに力があったのか』とも感じた」。また、柔道整復師の資格を取得したことで、4月からは都内の整形外科で柔道整復師として働き始めることになり、「将来は了徳寺学園女子柔道部のトレーナーとして柔道の世界に戻りたい」とも述べた。

### 2022年
2022年には総合格闘技への転向を表明した。11月27日には修斗の大会に出場すると、元柔道選手の上田真央に2ラウンドTKO勝ちしてデビュー戦を飾った。

### 2023年
2023年3月に了徳寺大学の職員を退任した。

### 2024年
2024年3月にタイのバンコクで開催されたONE Friday Fights 57でウズベキスタンのホジニソ・コモルディノワにTKO勝ちした。

## 市販薬の服用を巡って
2015年2月にはグランプリ・デュッセルドルフに出場する予定だったが、遠征前から鼻炎の症状が見られたために市販の風邪薬を使用していた。デュッセルドルフに着くとホテルで同部屋となった普段から仲の良い70kg級の田知本遥にも同じ症状が見られたために、持参してきた市販薬を勧めると、田知本もそれを服用した。薬はプラスチックの携帯ケースに入れられていたために市販薬とは分からない状態だったものの、「緒方のことだから、問題ないことを確認した上で持っていると安心して飲んだ」という。しかし、その後心配となった田知本が緒方に確認を取ると、緒方がこの薬についてインターネットで調べてみた。すると、この薬にはドーピング規定に違反する物質メチルエフェドリンが含まれていることが判り、コーチ陣に報告した。かくして、ドーピング違反を避けるために大会への出場を見合わせることになった。その後、両者は試合を見学することなく強制送還された。市販薬を使わないのはアスリートの常識とされており、本来ならチームドクターが管理する風邪薬を服用しなければならないところだった。各選手には全柔連から事前に服用可能な薬一式を渡されていたにもかかわらず、両選手ともそちらの使用を怠った。全柔連では体重超過などにより大会への出場が果たせなかった選手に対して強化指定選手から除外する措置を講じてきたため、今回のケースでもその処分が適用される可能性があるという。全日本女子代表監督の南條充寿は「強化選手としての義務を怠った」「公費（を含む強化費）で派遣されている以上、ペナルティーが与えられてしかるべきだ」として、両選手に対する強化指定選手の除外を1年以上科す可能性を示唆した。しかしながら、3月の強化委員会で両者に対して実質的には“おとがめなし”となる警告、監督の南條及び代表コーチ5名と両者の所属先の監督2名には注意処分を科すにとどめることとなった。今回のケースは実際にドーピング違反をしたわけではなく、自己申告により出場を取りやめた「法令・規定違反行為」にあたるとして警告扱いとした。「2人の処分は軽い」との意見も出されたが、最終的には強化委員39名のうち38名がこのレベルの処分を妥当だと見なした。なお、海外遠征の際に男子選手には「現在使用している薬をすべて申告」させているが、女子選手には「違反する薬を持っているなら提出」するだけの状況だった。強化副委員長の増地千代里は「故意か過失かという議論になった。体重超過は故意。今回は過失という見解」だと述べた。全柔連副会長の山下泰裕も「計量失敗は自己管理不足。今回は知識不足の過失。我々の中では全然重さが違う」と柔道界の論理を振りかざして今回の処分の妥当性を主張した。日本アンチ・ドーピング機構(JADA)によれば、風邪薬の誤用によるドーピング違反は他の競技にも少なからずあり、多くは3カ月間の出場停止で済んでいるという事実を全柔連が確認したことも今回の処分に影響を与えたという。なお、田知本の大学時代の指導者でもあった山下が、実質上“おとがめなし”とも言える今回の決定に何らかの影響力を及ぼしたのではないかと見る向きもある。さらには、田知本の所属会社が全柔連絡みの大会の協賛ともなっている関係から、財政的側面を考慮したのではないかと指摘する声もある。また、とある強化委員は今大会がグランプリ大会だったからこそ“温情裁定”となったものの、これがオリンピックや世界選手権だったら警告では済まされなかったとの見解を示した。

## 世界ランキング
- 世界ランキングの年度別変遷

|      | 2009年 | 2010年 | 2011年 | 2012年 | 2013年 | 2014年 | 2015年 | 2016年 | 2017年 | 2018年 |
| ---- | ------ | ------ | ------ | ------ | ------ | ------ | ------ | ------ | ------ | ------ |
| 順位 | 14     | 3      | 2      | 4      | 20     | 58     | 24     | 40     | 108    | 136    |

(出典、JudoInside.com)

## 戦績
- 2005年8月 - 全国中学校柔道大会 3位
- 2007年3月 - 全国高等学校柔道選手権大会 団体戦 5位
- 2008年3月 - 全国高等学校柔道選手権大会 団体戦 優勝
- 2008年5月 - フランスジュニア国際 3位
- 2008年6月 - 都道府県対抗全日本女子柔道大会 優勝
- 2008年8月 - インターハイ 個人戦78kg級及び団体戦 優勝
- 2008年9月 - 全日本ジュニア 優勝
- 2008年10月 - 国体 少年女子の部 優勝
- 2008年11月 - 講道館杯 2位
- 2009年2月 - ベルギー国際 3位
- 2009年5月 - フランスジュニア国際 2位
- 2009年6月 - 学生優勝大会 5位
- 2009年7月 - 韓国ジュニア国際 優勝
- 2009年9月 - 全日本ジュニア 優勝
- 2009年10月 - 世界ジュニア 優勝
- 2009年11月 - 講道館杯 優勝
- 2009年11月 - 学生体重別団体 優勝
- 2009年12月 - グランドスラム・東京 優勝
- 2010年2月 - グランドスラム・パリ 優勝
- 2010年4月 - 選抜体重別 3位
- 2010年5月 - グランドスラム・リオデジャネイロ 2位
- 2010年6月 - 学生優勝大会 5位
- 2010年9月 - 世界選手権 3位
- 2010年10月 - グランプリ・ロッテルダム 優勝
- 2010年10月 - 学生体重別団体 5位
- 2010年11月 - アジア大会 2位
- 2010年12月 - グランドスラム・東京 3位
- 2011年1月 - ワールドマスターズ 3位
- 2011年4月 - 選抜体重別 3位
- 2011年5月 - グランドスラム・モスクワ 優勝
- 2011年6月 - 学生優勝大会 5位
- 2011年8月 - 世界選手権 2位
- 2011年10月 - 学生体重別団体 5位
- 2011年11月 - 講道館杯 2位
- 2011年12月 - グランドスラム・東京 優勝
- 2012年1月 - ワールドマスターズ 3位
- 2012年2月 - グランドスラム・パリ 3位
- 2012年5月 - 選抜体重別 優勝
- 2012年8月 - ロンドンオリンピック 2回戦敗退
- 2012年10月 - 学生体重別団体 5位
- 2012年12月 - グランドスラム・東京 2位
- 2013年2月 - グランドスラム・パリ 2位
- 2013年4月 - 皇后盃全日本女子柔道選手権大会 優勝
- 2013年5月 - 選抜体重別 2位
- 2014年8月 - 実業個人選手権 2位
- 2014年11月 - 講道館杯 2位
- 2014年12月 - グランドスラム・東京 5位
- 2015年5月 - グランドスラム・バクー 2位
- 2015年7月 - グランプリ・ウランバートル 3位
- 2015年10月 - グランドスラム・パリ 3位
- 2016年4月 - 選抜体重別 2位
- 2016年4月 - 皇后盃全日本女子柔道選手権大会 5位
- 2016年6月 - 実業団体 女子2部　優勝
- 2016年11月 - 講道館杯 3位
- 2016年12月 - グランドスラム・東京　7位
- 2017年2月 -　ヨーロッパオープン・オーバーヴァルト　3位
- 2017年4月 - 皇后盃全日本女子柔道選手権大会 3位
- 2017年11月 - 講道館杯 7位

(出典、JudoInside.com)

## IJFワールド柔道ツアーにおける獲得賞金一覧
| グランドスラム・東京2009             | 2009年12月11日 | 優勝 | 5,000ドル  |
| グランドスラム・パリ2010             | 2010年2月6日   | 優勝 | 4,000ドル  |
| グランドスラム・リオデジャネイロ2010 | 2010年5月22日  | 2位  | 3,000ドル  |
| 2010年世界柔道選手権大会             | 2010年9月9日   | 3位  | 2,000ドル  |
| グランプリ・ロッテルダム             | 2010年10月17日 | 優勝 | 3,000ドル  |
| グランドスラム・東京2010             | 2009年12月13日 | 3位  | 1,500ドル  |
| ワールドマスターズ2011               | 2011年1月16日  | 3位  | 2,000ドル  |
| グランドスラム・モスクワ2011         | 2011年5月29日  | 優勝 | 5,000ドル  |
| グランドスラム・東京2011             | 2011年12月11日 | 優勝 | 5,000ドル  |
| ワールドマスターズ2012               | 2011年1月15日  | 3位  | 2,000ドル  |
| グランドスラム・パリ2012             | 2012年2月5日   | 3位  | 1,500ドル  |
| グランドスラム・東京2012             | 2012年12月2日  | 2位  | 3,000ドル  |
| グランドスラム・パリ2013             | 2013年2月10日  | 2位  | 3,000ドル  |
| グランドスラム・バクー2015           | 2013年2月10日  | 2位  | 2,400ドル  |
| グランプリ・ウランバートル           | 2015年7月5日   | 3位  | 800ドル    |
| グランドスラム・パリ2015             | 2015年10月18日 | 3位  | 1,200ドル  |
| 総計                                 |                |      |            |
| 16大会                               | ー             | ー   | 44,200ドル |

- 日本選手の場合は、獲得賞金の半分は全柔連の取り分となっていたが、2013年3月からは競技者規定が改訂されて、賞金は全額選手が受け取れることになった[96]。なお、2010年のグランドスラム・パリの場合は、獲得賞金の20%がコーチの取り分となったので、3位の賞金は1,500ドルではなく1,200ドルとなった[97]。2011年の世界選手権ではメダリストに賞金ではなく贈り物が与えられた[98]。

## 有力選手との対戦成績
| 国籍               | 選手名                 | 内容                                 |
| ------------------ | ---------------------- | ------------------------------------ |
| 日本の旗           | 佐藤瑠香               | 3勝10敗(うち1不戦勝)                 |
| フランスの旗       | オドレー・チュメオ     | 4勝3敗(7戦全て1本で勝敗が決している) |
| アメリカ合衆国の旗 | ケイラ・ハリソン       | 3勝2敗(勝った試合は全て1本勝ち)      |
| ブラジルの旗       | マイラ・アギアル       | 5戦全勝(うち3戦1本勝ち)              |
| オランダの旗       | マリンド・フェルケルク | 5勝2敗(うち2戦1本勝ち)               |
| ドイツの旗         | ハイデ・ウォラート     | 3戦全勝(うち2戦1本勝ち)              |
| 中華人民共和国の旗 | 楊秀麗                 | 2敗                                  |

(参考資料：ベースボールマガジン社発行の近代柔道バックナンバー、JudoInside.com等)

## 柔道スタイル
左組み手から内股、大内刈、小外刈などをよく繰り出す。相手の奥襟を強引に引き付ける力強い組み手を見せるが、前半はあまり技が出ず指導を取られるケースも少なからずあるものの、最後まで逃げの姿勢は見せない。立ち技は比較的切れる方だが、より得意なのは寝技である。特に三角絞めや、その体勢からの抑込技への移行が際立っている。高校時代から寝技の練習をずっとやってきたので、寝技が得意ではない外国選手は日本選手よりやりやすいと述べた。
また、苦しい体勢からでも自分有利の組み手に持ち込めるような練習に最近は取り組んでいて、相手をよく見て動きを止めてから組み手をつくっていければさらに強くなれるとも語っている。さらに、第25回全国体育系学生柔道体重別選手権大会での研究発表の場において、｢緒方亜香里選手の競技内容についての分析的研究｣という卒業論文を発表したが、そこでは｢勝つ時は一本勝ちが多いが、負ける時も一本負けが多い。足技が多く、中でも内股を掛ける割合が多い。年々勝つ時の時間が遅くなっている。｣と自らの試合内容を分析している。